# 268 a.C.
Il 268 a.C. (CCLXVIII a.C. in numeri romani) è un anno  del III secolo a.C.

## Eventi
- La Repubblica romana vince la guerra picentina.
- Diventa sovrano dei Maurya il governatore di Taxila, Ashoka.
- Si prepara la Guerra cremonidea degli Ateniesi contro il Re di Macedonia Antigono II Gonata.
- Antigono II Gonata conquista Atene.

## Morti
- Arsinoe II, regina egizia